# Поль Нізан
Поль Ніза́н (фр. Paul Nizan; 7 лютого 1905 — 23 травня 1940) — французький філософ і письменник, друг Жана-Поля Сартра. Тесть Олів'є Тодда, дід Еммануеля Тодда.

## Молодість
Народився в місті Тур в родині інженера залізниці. Навчався в Парижі в ліцеї Генріха IV, де познайомився з Сартром 1917 року, свою дружбу вони зберегли на все життя. 1924 року вчився в École normale supérieure, де знайомився з Реймоном Ароном і, спільно з Жоржем Політцером, Анрі Лефевром, Норбертом Гутерманом та ін., створює дискусійний філософський гурток (фр. Philosophies). Шукаючи себе, вступає в першу французьку фашистську партію синдикалістів-революціонерів Жоржа Валуа, але швидко в ній розчаровується. У 1926—27 рр. перебуває в Ємені, де працює вчителем. Незабаром після цього, 1927 року він стає комуністом та одружується. 1929 року стає викладачем філософії.
1931 року він публікує свою першу працю «Aden Arabie», що створює йому ім'я в літературному й інтелектуальному середовищі. 1932 року Поль Нізан стає професором філософії в Бург-ан-Бресс, тоді ж стає депутатом від ФКП. Того ж року він публікує роздуми про роль філософії у формі памфлету, під назвою «Сторожові пси» (фр. Les Chiens de garde), в ньому він нападає на буржуазну філософію, критикує своїх колишніх вчителів і особливо Анрі Бергсона. 1933 року публікацією «Antoine Bloyé» відзначається перша згадка автором теми зради свого соціального класу: як людина виривається зі свого соціального стану і, потім, зраджує своє соціальне коріння. Критика розглядає книгу, як перший французький роман в стилі соцреалізму.

## Зрілість
Наступного, 1934 року, Поль з дружиною живуть в СРСР: там він бере участь в першому з'їзді спілки радянських письменників та в організації візитів Андре Мальро, Луї Араґона та ін. До 1939 року Нізан пише кілька книг: «Троянський кінь» (фр. Le Cheval de Troie), «Змова» (фр. La Conspiration) — за який йому присуджують літературну премію, так само — статті в різних журналах і газетах: між 1935 і 1937 рр., він пише в «Юманіте», потім, між 1937 і 1939 рр., в щоденній газеті «Ce soir», яка підтримує іспанських республіканців. Він пише про зовнішню політику і літературну критику.
1935 року Поль Нізан зіграв важливу роль в долі ліцейського викладача Клода Леві-Строса, порадивши йому вирушити до Бразилії, де той був прийнятий на посаду професора в університеті Сан-Паулу, а в подальшому — отримав визнання як відомий соціоетнограф-структураліст.
25 вересня 1939 року він виходить з ФКП, після підписання в СРСР пакту Молотова — Ріббентропа.

## Наклеп
Після розриву з ФКП Поль Нізан зазнає жорстокої критики з боку партії: в березні 1940 року Моріс Торез пише статтю, названу «Зрадник біля ганебного стовпа», де називає Нізан «агентом поліції». Під час окупації серед комуністів також циркулює текст, який називає Поля Нізан поліцейським. Однак сам Нізан не міг відповісти на ці звинувачення — мобілізований на військову службу, він загинув в бою недалеко від Дюнкерка 23 травня 1940 року.
Після війни знову піднялася кампанія звинувачень, в якій, на цей раз, брав участь і Луї Арагон, опублікувавши 1949 року роман «Комуністи» (фр. Les Communistes), в якому Поль Нізан показаний в ролі зрадника та поліцейського стукача. Проте, перевидання 1960 року «Aden Arabie» з передмовою Жана-Поля Сартра дозволило реабілітувати письменника. Арагон викреслив вигаданого персонажа зі своєї книги в перевиданні «Комуністів» 1966 року. А в кінці 1970 року ФКП публічно спростувала свої звинувачення проти Поля Нізана.

## Цікавий факт
1967 року маоїстський осередок у фільмі Жана-Люка Годара «Китаянка» (фр. La Chinoise) взяла «Aden Arabie» як свою назву, на честь Поля Нізана.

## Твори, переклади та інші публікації
- Aden Arabie, Rieder, Paris, 1931 — réédition François Maspero, 1960 avec une préface de Jean-Paul Sartre — «Аден Арабі» — роман перевиданий в 1960 році з передмовою Ж. П. Сартра
- Les Chiens de garde, Rieder, Paris, 1932 — rééditions: Maspero 1969 ; Éditions Agone, 1998, avec une préface de Serge Halimi. ISBN 2-910846-09-1 — «Сторожові пси» — роман перевиданий в 1969 і 1998 роках (останнє видання з передмовою Сержа Галімі).
- Antoine Bloyé, Grasset, Paris, 1933. — Роман «Антуан Блуайє»
- Traduction de «l'Amérique tragique» de Theodor Dreiser, Rieder, Paris, 1933 — переклад «Американської трагедії» Теодора Драйзера
- Traduction de «Les Soviets dans les affaires mondiales» de Louis Fisher, Gallimard, Paris, 1933 — переклад книги «Поради в світовій політиці» Луї Фішера
- Choix des textes philosophiques pour Morceaux choisis de Marx présenté par Henri Lefebvre et Norbert Guterman, Gallimard, Paris, 1934 — витяги з філософських текстів для «Вибраного з Маркса», видання, підготовленого Анрі Лефевр і Норбертом Гутерманом
- Le Cheval de Troie, Gallimard, Paris, 1935 — Роман «Троянський кінь»
- Les Matérialistes de l'Antiquité, choix de textes et préface. Paris : Éditions Sociales Internationales, 1936 — réédition Maspero 1968 — «Матеріалісти стародавнього світу». Вибрані тексти і передмову. Париж. Видання Соціалістичного інтернаціоналу. — перевидання 1968 року Масперо
- Préface de Le Nationalisme contre les nations de Henri Lefebvre, Éditions Sociales Internationales, Paris, 1937 — Передмову до видання «Націоналізм проти народів» Анрі Лефевра
- Traduction et adaptation des Les Acharniens 'd'Aristophane, Éditions Sociales Internationales, Paris, 1937 — Переклад і перекладення комедії Ахарняне Арістофана. Видання Соціалістичного інтернаціоналу.
- La Conspiration, Gallimard, Paris, 1938 — Роман «Змова»
- Chronique de septembre, Gallimard, Paris, 1939 — Хроніки вересня
- «Complainte du carabin qui disséqua sa petite amie en fumant deux paquets de Maryland» et «Hécate ou la méprise sentimentale». (Deux textes de 1 924 parus dans La Revue sans titre.) — «Поема про студента-медика, який розчленував свою подругу з курінням двох пачок „Меріленда“» і «Геката або сентиментальна презирство». (Дві статті 1924 року)
- "Paul Nizan, intellectuel communiste. Articles et correspondance 1926—1940 "présenté par Jean-Jacques Brochier, Maspero, Paris, 1967 — «Поль Нізан, комуніст-інтелектуал. Статті та кореспонденції 1926—1940»
- «Pour une nouvelle culture», articles de Nizan réunis et présentés par Susan Suleiman, Grasset, Paris, 1971 — «За нову культуру», статті Нізана зібрані і представлені С'юзан Сулейман